# Zenon Pokojski
Zenon Pokojski (ur. 9 października 1956) – polski ekonomista, doktor nauk ekonomicznych, przewodniczący rady nadzorczej Gdańskich Zakładów Nawozów Fosforowych „Fosfory” Sp. z o.o., wiceprezes zarządu Grupy Azoty Zakładów Azotowych „Puławy” S.A.

## Życiorys

### Wykształcenie
W latach 1978–1982 i 1983-1985 studiował na Uniwersytecie Gdańskim na Wydziale Ekonomiki Transportu oraz Szkole Głównej Handlowej w Warszawie na kierunku: ekonomika i organizacja handlu zagranicznego. W 2001 r. ukończył studia podyplomowe Public Relations w Wyższej Szkole Bankowości, Finansów i Zarządzania w Warszawie. Rok później rozpoczął studia podyplomowe Prawo Spółek Handlowych w Szkole Głównej Handlowej w Warszawie. W 2008 r. otrzymał stopień doktora nauk ekonomicznych w zakresie nauk o zarządzaniu w Szkole Głównej Handlowej w Warszawie.

### Kariera zawodowa
W latach 1990–1992 pełnił funkcję kierownika Biura Handlu Zagranicznego Fundacji „Almatur” w Warszawie. Od maja do listopada 1998 r. pracował na stanowisku z-cy dyrektora ds. handlu w Energopol-Trade-Północ Sp. z o.o. w Olsztynie, natomiast od 1992 r. do 2003 r. pełnił funkcję prezesa zarządu Eurimex sp. z o.o. w Warszawie.
W latach 2002–2005 zajmował stanowisko prezesa zarządu w Przedsiębiorstwie Chemicznym CHEMAN S.A.
W latach 2005–2009 prowadził działalność doradczą w zakresie budowania strategii rozwoju przedsiębiorstw, przekształceń własnościowych, restrukturyzacji organizacyjnej i finansowej.
W 2009 r. został powołany na stanowisko członka zarządu Grupy Azoty Zakładów Azotowych „Puławy” S.A. (ówczesne: Zakłady Azotowe „Puławy” S.A.) odpowiedzialnego za strategię i rozwój przedsiębiorstwa. Od grudnia 2014 r. wchodzi w skład Rady Grupy, powołanej w ramach Grupy Azoty.
Od 2007 r. zasiadał w kilku radach nadzorczych spółek. Jest przewodniczącym rady nadzorczej GZNF „Fosfory”.
Jest jednym z inicjatorów powstania Centrum Kompetencji PUŁAWY, platformy współpracy między przedsiębiorcami rolnymi, doradcami rolnymi, instytucjami nauki i biznesem.
Jest współautorem programów dotyczących m.in. strategii wzrostu firmy, restrukturyzacji, współpracy nauki i biznesu, a także strategii rozwoju regionu w oparciu o programy operacyjne Unii Europejskiej. Jest również autorem i współautorem publikacji z zakresu organizacji i zarządzania, przedsiębiorczości oraz public relations, a także nauczycielem akademickim.
Pełni funkcję wiceprzewodniczącego Rady Polskiej Izby Przemysłu Chemicznego i jest Członkiem Kapituły Responsible Care.
Jest adiunktem w Katedrze Marketingu Wydziału Ekonomicznego Uniwersytetu Marii Curie-Skłodowskiej w Lublinie. Wykłada również na Wydziale Zamiejscowym UMCS w Puławach.

## Życie prywatne
Żonaty, dwoje dorosłych dzieci i jedna wnuczka. Zainteresowania: sport, siatkówka oraz literatura.